# Джо Гелхардт
Джозеф Пол Гелхардт (англ. Joseph Paul Gelhardt, нар. 4 травня 2002, Ліверпуль, Англія) — англійський футболіст, атакувальний півзахисник клубу «Лідс Юнайтед».

## Ігрова кар'єра

### Клубна
Джо Гелхардт є вихованцем клубної академії «Віган Атлетік», до якої він приєднався у 2013 році. У 2017 році футболіст підписав з клубом молодіжний контракт. 14 серпня 2018 року у матчі Кубка ліги проти «Ротергем Юнайтед» Гелхардт дебютував на професійному рівні. В серпні 2018 року Джозеф підписав з клубом перший професійний контракт. 27 квітня 2019 року півзахисник зіграв свою першу гру в Чемпіоншип, коли вийшов на заміну у матчі проти «Бірмінгем Сіті». За результатами сезону 2019/20 «Віган» залишив Чемпіоншип.
В серпні 2020 року футболіст перейшов до клубу Прем'єр-ліги «Лідс Юнайтед», з яким підписав чотирирічний контракт. Першу гру в новій команді футболіст провів у вересні 2021 року в турнірі Кубка ліги. 16 жовтня того року у матчі проти «Саутгемптона» Гелхардт дебютував в англійській Прем'єр - лізі.
Другу половину сезону 2022/23 Гелхардт провів в оренді в «Сандерленді». В тому ж сезоні «Лідс Юнайтед» вибув до Чемпіоншип. В січні 2025 року Гелхардт також був відправлений воренду - до кінця сезону в клуб Чемпіоншип «Галл Сіті».

### Збірна
У 2019 році в складі юнацької збірної англії (U-17) Джо Гелхардт брав участь у юнацькому чемпіонаті Європи, що проходив в Ірландії. В жовтні 2021 року футболіст отримав перший виклик до лав молодіжної збірної Англії.